# Institute for Critical Animal Studies
O Institute for Critical Animal Studies (ICAS) é um centro acadêmico criado para avançar o estudo e o debate dos princípios e práticas da Libertação Animal. Possui um jornal acadêmico e uma conferência anual, entre outros recursos.
Foi fundado por Steven Best, professor de filosofia da Universidade do Texas em El Paso e Anthony J. Nocella. O centro conta com acadêmicos, doutores, advogados, pesquisadores e ativistas, com o objetivo de estudar e dar suporte à Libertação Animal.